# لوكا دي ماتيو
لوكا دي ماتيو (بالإيطالية: Luca Di Matteo)‏ (25 فبراير 1988 ببسكارا في إيطاليا - ) هو لاعب كرة قدم إيطالي في مركز الوسط. لعب مع نادي بادوفا ونادي باليرمو ونادي بيسكارا ونادي سيتاديلا ونادي فيتشينزا ونادي كروتوني ونادي ليتشي ونادي تيرامو ولانشانو كالتشيو 1920 ‏.

## وصلات خارجية
- لوكا دي ماتيو على موقع قاعدة بيانات كرة القدم.إي يو (الإنجليزية)
- لوكا دي ماتيو على موقع Soccerway.com (الإنجليزية)
- لوكا دي ماتيو على موقع عالم كرة القدم.نت (الإنجليزية)